# Tuti-eiland

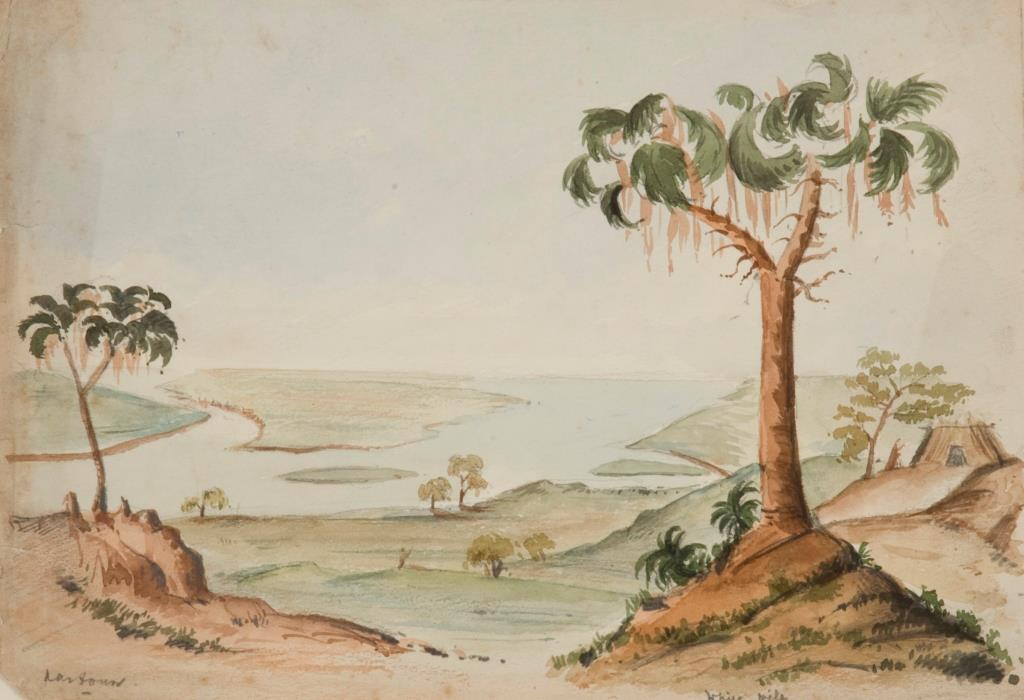
Tekening van Tuti-eiland door Alexine Tinne (1865)

Tuti-eiland (Jazīrat Tūtī) is een eiland in de Nijl in het hoofdstedelijk gebied van Soedan.
Het is 8 km2 groot en ligt op de plaats waar de Witte Nijl en de Blauwe Nijl samenvloeien. Het heeft de vorm van een halve maan. Ten noordoosten van het eiland ligt Bahri, ten westen Omdurman en ten zuiden Khartoem. Het eiland is agrarisch gebleven te midden van de stedelijke omgeving en er is slechts één dorpje dat al bestaat sinds het einde van de 15e eeuw.
Het eiland is sinds 2009 verbonden met Khartoem door middel van de Tutibrug.

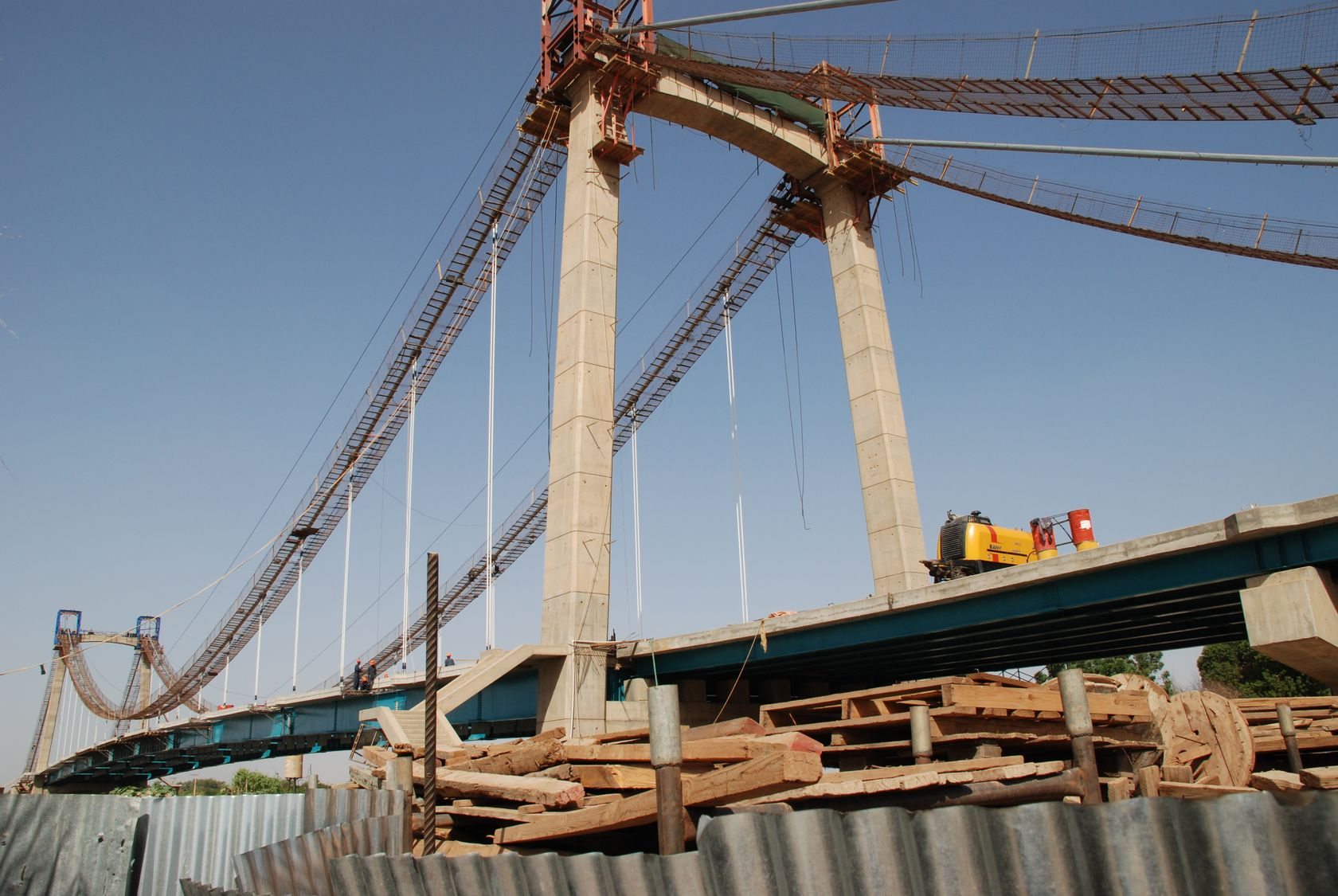
Tutibrug
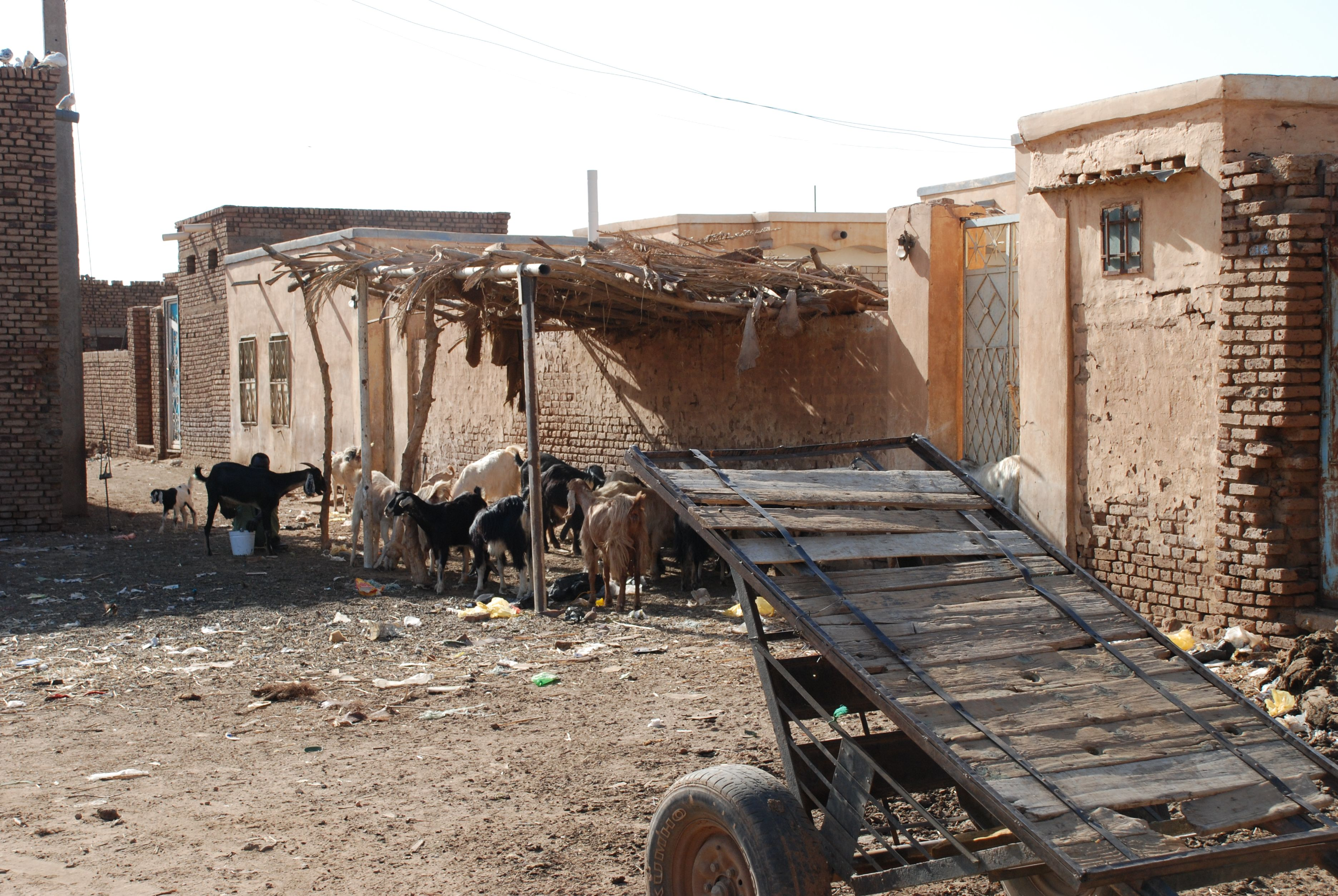
Dorpje op Tuti-eiland
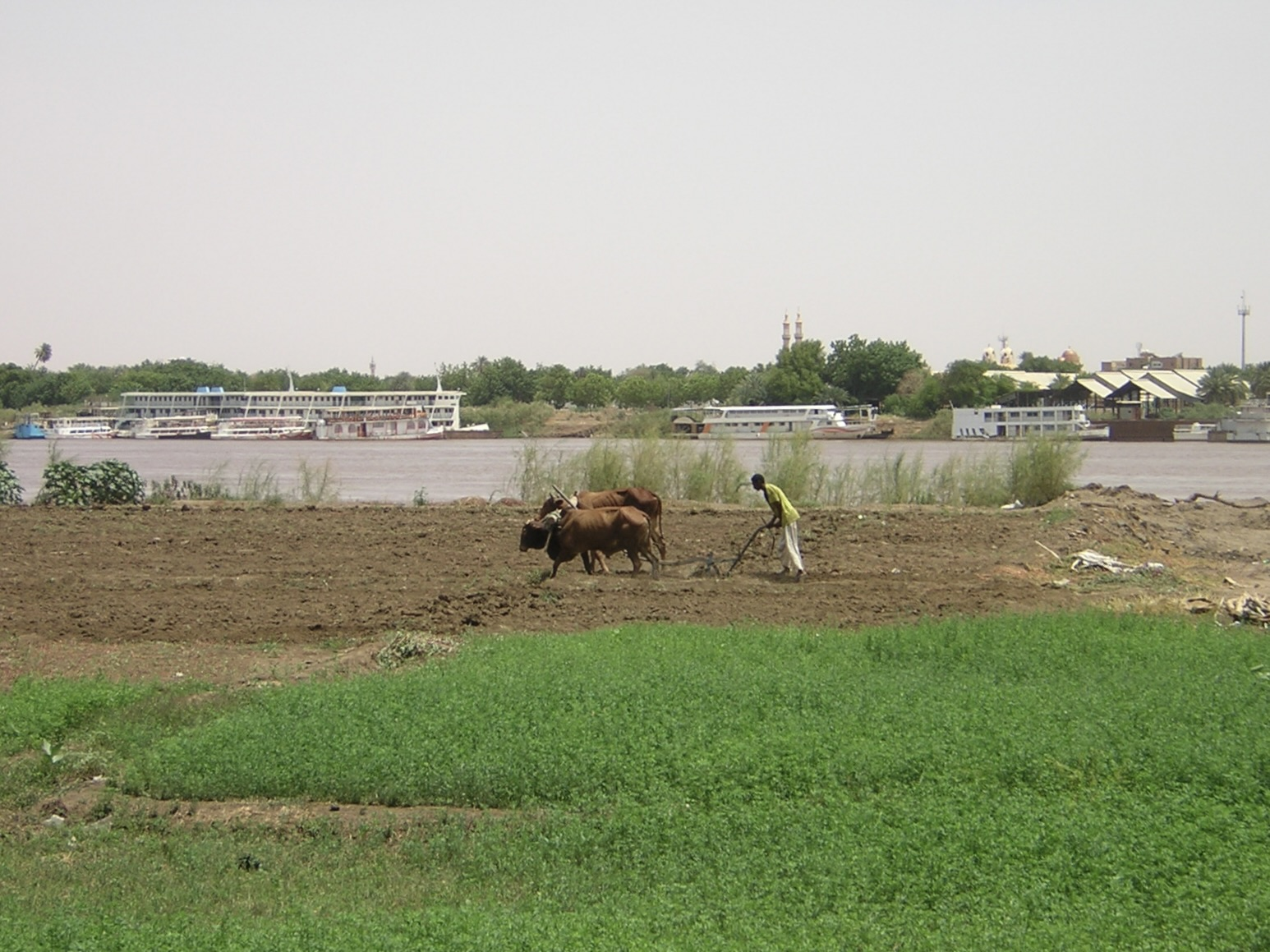
Landbouw op Tuti-eiland